# Rallye Monte Carlo

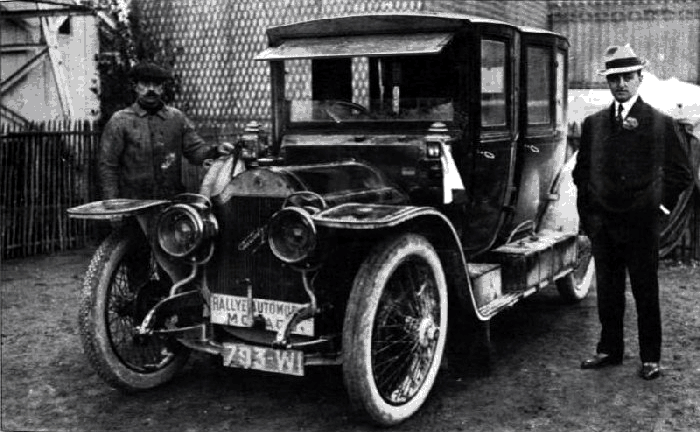
účastníci první Rallye Monte Carlo 1911

Rallye Monte Carlo je jedna z nejstarších soutěží v rallye, která je pořádána od roku 1911 v Monaku. Pravidelně byla součástí Mistrovství světa v rallye, v posledních letech pak šampionátu Intercontinental Rally Challenge. Nejvíce vítězství zde získal Sebastien Loeb, který zde vyhrál sedmkrát.

## Historie

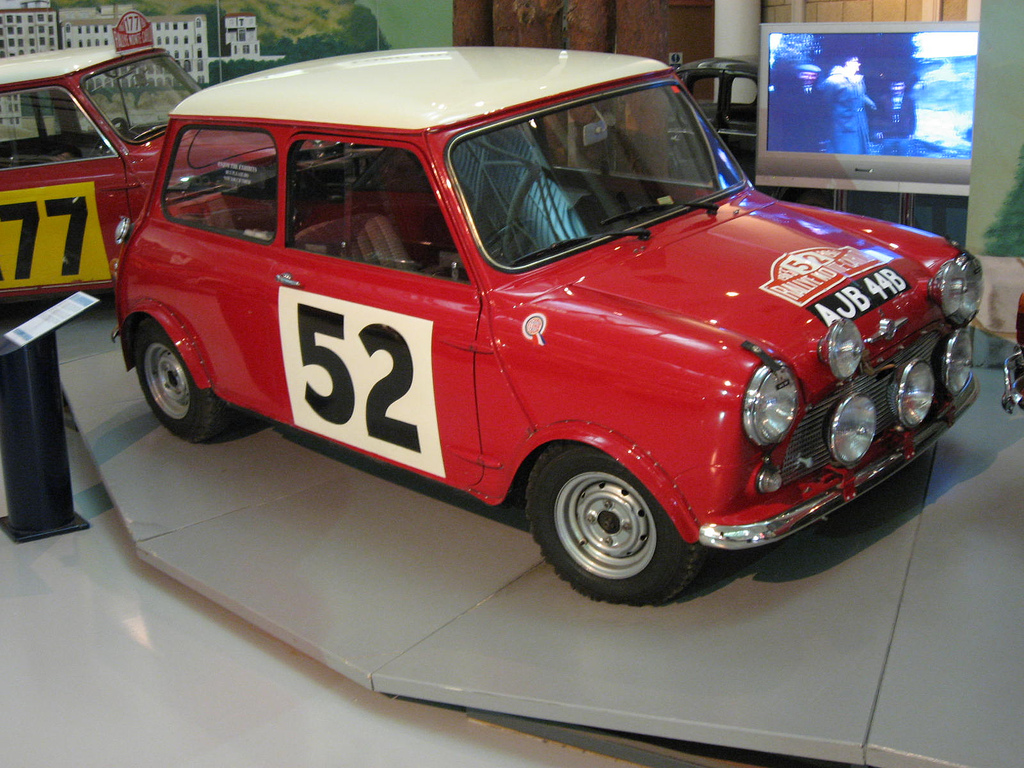
Mini Cooper S - vítěz z roku 1965

První ročník uspořádal princ Albert I. Monacký. Soutěž nebyla pořádána během světových válek. Soutěž tradičně začínala takzvanou hvězdicovou jízdou, kdy posádky startovaly v různých městech Evropy a cestou do Monte Carla projížděly kontrolní body. V Monte Carlu se pak odehrávaly jen jízdy zručnosti a několik rychlostních zkoušek v horách nad městem. Takto systém fungoval až do sedmdesátých let, kdy se soutěž stala podnikem Mistrovství světa. V letech 1964, 1965 a 1967 zde zvítězily posádky na vozech Mini Cooper S.
Mistrovství světa v rallye 1973 bylo vůbec první sezonou Mistrovství světa tohoto sportu a Rallye Monte Carlo 1973 byla jeho úvodní soutěží a zvítězily zde posádky na vozech Alpine A110. Hned další ročník ale nebyl pořádán, od té doby se Monte Carlo jezdí bez přestávky. Na dalších deset let zde až na 2 výjimky vyhrávaly pouze italské nebo francouzské vozy. Pouze v roce 1978 zde vyhrál vůz Porsche 911 a v roce 1982 vůz Opel Ascona 400.

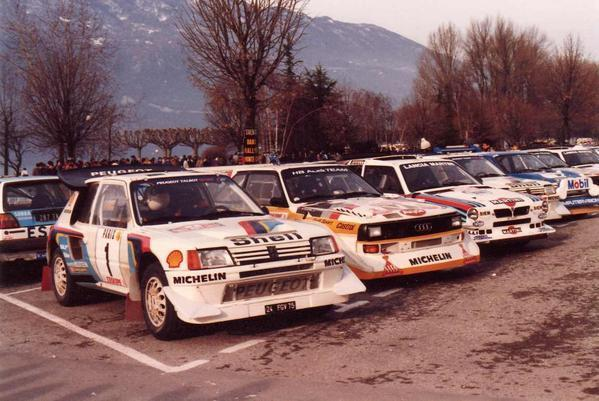
Vozy skupiny B na startu v roce 1986

Od Rallye Monte Carlo 1984 zde trvale vyhrávají vozy, které mají pohon všech kol. V roce 1984 zde vyhrály vozy Audi Quattro A2 v pořadí Walter Röhlr, Stig Blomqvist a Hannu Mikkola. Několik vítězství zde pak postupně vybojovaly vozy Peugeot 205 Turbo 16, Lancia Delta HF Integrale, Toyota Celica GT nebo Ford Escort RS Cosworth. Rallye Monte Carlo 1997 byla první soutěží, kde startovaly vozy World Rally Car a Pierro Liatti zde s vozem Subaru Impreza WRC získal první vítězství. V následujících letech získal hattrick Tommi Mäkinen s vozem Mitsubishi Lancer EVO VI skupiny A8, ale od té doby v rámci mistrovství světa vždy vyhrávaly vozy WRC a v rámci IRC vozy S2000.

## Vítězové: 1998–2023
| Rok  | Ročník                              | Jezdec          | Navigátor          | Vůz                      | Kategorie |
| ---- | ----------------------------------- | --------------- | ------------------ | ------------------------ | --------- |
| 1998 | 66ème Rallye Automobile Monte-Carlo | Carlos Sainz    | Luís Moya          | Toyota Corolla WRC       | WRC       |
| 1999 | 67ème Rallye Automobile Monte-Carlo | Tommi Mäkinen   | Risto Mannisenmäki | Mitsubishi Lancer Evo VI | WRC       |
| 2000 | 68ème Rallye Automobile Monte-Carlo | Tommi Mäkinen   | Risto Mannisenmäki | Mitsubishi Lancer Evo VI | WRC       |
| 2001 | 69ème Rallye Automobile Monte-Carlo | Tommi Mäkinen   | Risto Mannisenmäki | Mitsubishi Lancer Evo VI | WRC       |
| 2002 | 70ème Rallye Automobile Monte-Carlo | Tommi Mäkinen   | Kaj Lindström      | Subaru Impreza WRC       | WRC       |
| 2003 | 71ème Rallye Automobile Monte-Carlo | Sébastien Loeb  | Daniel Elena       | Citroën Xsara WRC        | WRC       |
| 2004 | 72ème Rallye Automobile Monte-Carlo | Sébastien Loeb  | Daniel Elena       | Citroën Xsara WRC        | WRC       |
| 2005 | 73ème Rallye Automobile Monte-Carlo | Sébastien Loeb  | Daniel Elena       | Citroën Xsara WRC        | WRC       |
| 2006 | 74ème Rallye Automobile Monte-Carlo | Marcus Grönholm | Timo Rautiainen    | Ford Focus WRC           | WRC       |
| 2007 | 75ème Rallye Automobile Monte-Carlo | Sébastien Loeb  | Daniel Elena       | Citroën C4 WRC           | WRC       |
| 2008 | 76ème Rallye Automobile Monte-Carlo | Sébastien Loeb  | Daniel Elena       | Citroën C4 WRC           | WRC       |
| 2009 | 77ème Rallye Automobile Monte-Carlo | Sébastien Ogier | Julien Ingrassia   | Peugeot 207 S2000        | IRC       |
| 2010 | 78ème Rallye Automobile Monte-Carlo | Mikko Hirvonen  | Jarmo Lehtinen     | Ford Fiesta S2000        | IRC       |
| 2011 | 79ème Rallye Automobile Monte-Carlo | Bryan Bouffier  | Xavier Panseri     | Peugeot 207 S2000        | IRC       |
| 2012 | 80ème Rallye Automobile Monte-Carlo | Sébastien Loeb  | Daniel Elena       | Citroën DS3 WRC          | WRC       |
| 2013 | 81ème Rallye Automobile Monte-Carlo | Sébastien Loeb  | Daniel Elena       | Citroën DS3 WRC          | WRC       |
| 2014 | 82ème Rallye Automobile Monte-Carlo | Sébastien Ogier | Julien Ingrassia   | Volkswagen Polo R WRC    | WRC       |
| 2015 | 83ème Rallye Automobile Monte-Carlo | Sébastien Ogier | Julien Ingrassia   | Volkswagen Polo R WRC    | WRC       |
| 2016 | 84ème Rallye Automobile Monte-Carlo | Sébastien Ogier | Julien Ingrassia   | Volkswagen Polo R WRC    | WRC       |
| 2017 | 85ème Rallye Automobile Monte-Carlo | Sébastien Ogier | Julien Ingrassia   | Ford Fiesta WRC          | WRC       |
| 2023 | 91ème Rallye Automobile Monte-Carlo | Sébastien Ogier | Vincent Landais    | Toyota GR Yaris Rally1   | WRC       |

## Nejúspěšnější jezdci

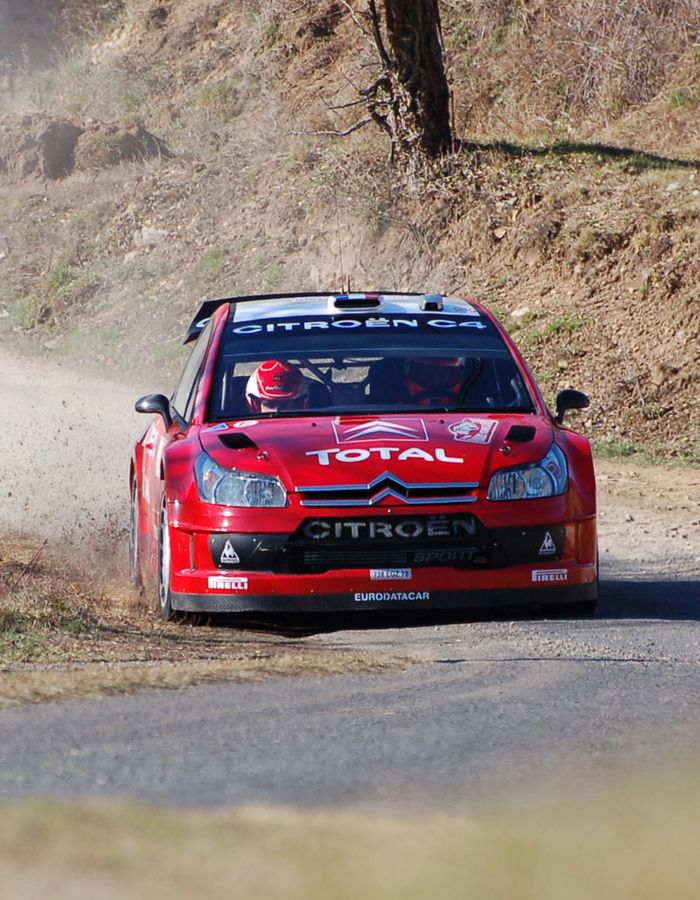
Loeb na Rallye Monte Carlo 2008

- Sebastien Loeb – 8 vítězství: 2003, 2004, 2005, 2007, 2008, 2012, 2013 2022
- Tommi Mäkinen – 4 vítězství: 1999, 2000, 2001, 2002
- Walter Röhrl – 4 vítězství: 1980, 1982, 1983, 1984
- Didier Auriol – 3 vítězství: 1990, 1992, 1993
- Sébastien Ogier – 3 vítězství: 2014, 2015, 2016

## Col de Turini
Col de Turini je nejslavnější rychlostní zkouška pojmenovaná podle průsmyku. Její specifičnost je v povrchu. Většina tratě totiž může zůstat suchá a nahoře v průsmyku bývá sníh. Zkouška se jezdí v noci a je hojně navštěvovaná diváky. Při Rallye Monte Carlo 2005 zde nejrychlejší čas zajel Roman Kresta.